# 井上成美
井上成美（いのうえ しげよし，1889年12月9日—1975年12月15日），宮城縣仙台市人，與塚原二四三中將同為大日本帝國海軍史上最后兩位晋升的海军大将。

## 生平
井上成美于1889年（明治22年）12月9日出生于宫城县仙台市，其父是经营葡萄园的旧幕臣井上嘉矩。“成美”一名由来取自《论语·颜渊》：“君子成人之美，不成人之恶，小人反是。” 井上成美从小立誓不愧为“海国男儿”。1906年11月24日从中学退学考入江田島海軍兵學校第37期，成绩在181人中排名第9，1909年11月19日毕业成绩为179人中排名第2，受赐奖品望远镜。以少尉候补生的身份先后在巡洋舰“宗谷”、战列舰“三笠”、装甲巡洋舰“春日”上实习，于1910年12月15日任海军少尉，海军兵学校第37期的最先任者。
1911年，搭乘战舰“鞍马”赴英国参加英国国王乔治五世加冕礼。1912年，进入海军炮术学校以及海軍水雷学校普通科受训，米内光政大尉和山本五十六大尉曾任炮术教官，在校期间晋升海军中尉。1913年，在海防艦“高千穗”、巡洋战舰“比睿”服役。第一次世界大战爆发后，“比睿”舰参与了进攻德国胶州湾租借地的青岛战役，日军成功击败德军并占领青岛。1915年7月，调往第一水雷戰隊所属第17驱逐舰队驱逐舰“櫻”服役，同年12月13日晋升海军大尉，在战列舰“扶桑”任分队长。1916年12月，入日本海軍大學校乙种班。1917年12月，从专修航海科毕业，后调往部署在印度洋区域的第一特务舰队，为协约国舰船提供护航警备。
井上的德語、法語以及英语水平非常流利，曾擔任駐外武官多年。1919年至1921年，派赴駐瑞士大使館、駐德国大使館、駐法國大使館等日本駐外機構，以及在和平条约实施委员会，从事了解德军武装。井上通曉德语，能不須翻译官与德国当局交涉，亦能为英軍军官做翻译。1921年12月1日，晋升海军少佐。1922年3月1日，任轻巡洋舰“球磨”航海长兼分队长，参与出兵西伯利亚干涉俄国内战的警备行动。1922年，入海军大学甲种班第22期，1924年毕业时成绩在21人中排第3名，后入海军省军务局第一课任职。1925年12月1日，晋升海军中佐。1927年（昭和2年）11月至1929年，在日本驻意大利大使馆任海军武官，直到40歲才返回日本。1929年11月30日，晋升海军大佐。因井上照顾結核病的妻子要求在陆上任闲职，1930年转任海军大学教官。
1932年11月，出任海军省军务局第一课课长。1933年3月，为扩大军令部权力的军令部条例及省部事务互涉规定改正案提出的时候，作为海军省代表的井上成美与军令部代表的南云忠一大佐（时任军令部第二科长）发生激烈冲突，南雲還威脅要殺死他，為此井上在辦公室預先留下遺書，但作为主管课长的井上坚持不同意该案。當時自視為「亞洲第一」的日本朝野上下都瀰漫著一股對外擴張的意識，但井上與米內光政、山本五十六有類似的看法，在陸軍傾向與德国、意大利締结軸心國的同時，米內等部分海軍高層持激烈的反對態度，在當時海軍報紙記者稱這三人為「海軍三羽烏」。
最后时任海军大臣大角岑生海军大将屈服于军令部总长伏见宫博恭王海军大将，同意扩大军令部权力。1933年9月20日，井上調任橫須賀鎮守府，山本被調任第一航空战队司令。同年11月15日，井上調任练习戰艦“比叡”艦長。1935年11月15日，晋升海军少将，随后调任横须贺镇守府参谋长，得到横须贺镇守府司令長官米內光政的信赖。在「二二六事件」陆军皇道派下级军官企圖发动政變，時任橫須賀鎮守府長官的米內光政、與鎮守府參謀長的井上成美命令鎮守府警備艦輕巡洋艦木曾快速出港，以防被劫持，並派遣四個陸戰大隊警戒皇宮及海军省等机关。
1937年，米內光政復出擔任內閣海軍大臣，山本五十六調任海軍省次官，井上改任海軍省軍務局局長。被視為「海军省的左派三重奏」集結在代表軍政的海軍省，避免与美英發生衝突。1939年8月30日，為了避免在陸地上被暗殺，山本五十六調任聯合艦隊司令長官，1939年10月23日，井上也被調往「支那方面艦隊」参谋长，這段離開海軍省的期間日本加入軸心國。11月15日，井上晋升海军中将。
1939年至1940年，井上成美参與策劃集结于汉口方面机场的海军"第二联合航空队"（指挥官大西泷治郎少将）以及增援的"第一联合航空队"（指挥官山口多闻少将）與陸軍聯合进行轰炸重庆作战，包括参与制订和指挥1940年“101号作战”，井上对101号作战寄予很大期望，飞到汉口前线激励部下：借此一役像当年对马海战一样“决定日本的命运”，企图通过空中攻势使坚持抗战的蒋中正國民政府崩溃。

1940年10月，出任海军航空本部長，于1941年提出「新軍備計劃論」，井上是以海军航空兵为主导论者之一。同年7月，日本进佔法属印度支那南部，美英隨即凍結日本在其國內資產，實施石油禁運、日美关系迅速恶化，井上曾提出“海军航空战备的现状”指明海軍戰備物資遲滯與短缺的报告，向海军首脑发出警告，反对对美战争，但顯然沒能阻止日軍擴大戰線向南洋攫取資源的行動。

### 太平洋战争
1941年8月，井上成美轉任第四艦隊司令長官。太平洋战争开战前，第四舰队防区为日本委任统治的南洋群岛全境（马里亚纳群岛、加罗林群岛、马绍尔群岛等），但兵力薄弱。太平洋战争开战后，第四舰队负责攻占威克岛作战，第一次进攻失败了，后从攻击珍珠港返回的机动部队中抽调第二航空战队支援，确保制空权，才攻占该岛。
1942年3月，井上到拉包尔指挥舰队攻占新几内亚的莱城和萨拉莫阿的RA作战。1942年4月至5月，該艦隊負責攻佔图拉吉岛與莫尔兹比港的MO作戰，日本海軍第五航空戰隊與第五、第六戰隊歸井上指揮。該戰隊與美國艦隊接戰，即珊瑚海海戰。井上被己方戰報誤導，下令己方入侵艦隊返航，未能擴大戰果，因而被指责作战指导表现消极。有认为井上更像学者，不适合作战。
1942年10月（53歲時），出任江田島海軍兵學校校長，時因太平洋戰爭引發民族主義情緒，各級學校紛紛停止教授英文，但海軍兵學校在井上的堅持下，反而成為日本國內極少數仍公開教授英語的學校（更難能可貴的，在於其為一所軍校）。

### 終戰準備
1943年4月，山本五十六的戰死（海軍甲事件）給他很大的震撼，使他有了想儘早停止戰爭的念頭。繼東條英機內閣垮台後，小磯國昭內閣1944年7月22日成立，米內光政由預備役再轉為現役大將復出，成為內閣海軍大臣，任用井上。1944年8月5日，井上成為海軍省次官；面对绝望的战局，由於與陸軍「御前會議」提出「本土決戰」的主張相衝突。兩人開始祕密地為終戰做準備工作，這些工作還找了海軍省人事局高木惣吉少將協助。以生病為由借調，將高木的工作地點設在海軍大學校不顯眼的研究室。高木成為聯繫人，協助井上聯繫有相同想法的軍政要人。
1945年2月之後，繼日本海軍在關鍵的菲律賓海海戰敗北，南洋往本土的石油運輸通路被美軍完全切斷，海軍的作戰艦艇、燃料、物資均嚴重匱乏。對外失去了海上作戰的戰力，對內，也失去與陸軍軍力平衡的態勢。依據陸軍本土決戰的策畫，海軍將被陸軍吸收，這是米內和井上完全不能接受的。1945年4月5日，小磯內閣總辭。4月7日，曾是海軍大將的鈴木貫太郎內閣成立。井上以海軍全體期望的名義，請表明倦勤的米內在鈴木內閣繼續留任海軍大臣。5月15日，井上在多次企圖說服米內拒絕大將晉升的努力失敗後，井上升任大將，並以海軍大將階級由海軍省次官改任軍事参議官。
1945年7月26日，盟國發表了《波茨坦宣言》，於8月15日昭和天皇發表終戰廣播，日本投降。井上於10月15日轉入預備役。

### 战后

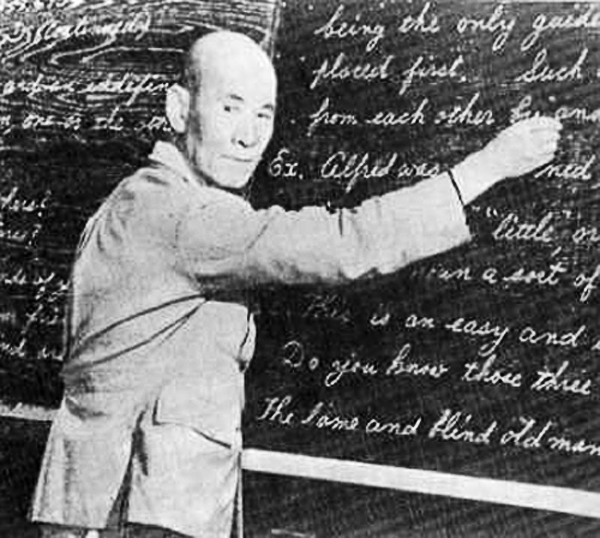
井上在战后教授英语补习。担任海军兵学校校长时，井上就极力反对英语教育废止论，坚持在海军兵学校推行英语教育。此外，井上对教育方面也有很独到的见解

井上與米內二人雖受盟軍軍事審查，最終免於遠東國際軍事法庭的A，B級戰犯起訴。戰後因日軍被解散，所有軍人失業且沒有補償，不像一些將領利用昔日的人脈活躍於政商圈，井上回到1933年在橫須賀鎮守府任職時所置，面海的住處，开始从事英语教学工作。有記者問他為何這樣做，他回答：「我只是個苟活的軍人，過去軍部的一意孤行曾帶給百姓無比的痛苦，對此我很慚愧……而今英語已是我們下一代立足世界不可或缺的工具，我這麼做，其實是在贖罪！贖罪啊！……」就這樣隱居於橫須賀，直到86歲去世為止。

## 年譜
- 1889年（明治22年）12月9日- 宮城縣仙台市出生
- 1902年（明治35年）3月31日- 修畢宮城縣尋常師範學校附屬小學校高等科2年
  - 4月1日- 宮城縣第一中學校分校入學
- 1906年（明治39年）10月31日- 宮城縣第二中學校5年次中途退學
  - 11月24日- 海軍兵學校第37期入校 入校時成績順位181名中第8位
- 1909年（明治42年）11月19日- 海軍兵學校畢業 畢業時成績順位179名中第2位・任職少尉候補生・2等巡洋艦「宗谷」乗員・練習艦隊近海出發航海 大連~仁川~鎮海灣~佐世保~鹿兒島~津方面巡航 
  - 12月29日- 歸國
- 1910年（明治43年）2月1日- 練習艦隊遠洋出發航海 馬尼拉~安汶~棕榈岛~湯斯維爾~布里斯班~悉尼~霍巴特~墨爾本~弗里曼特尔 (西澳大利亚州)~巴达维亚~新加坡~香港~馬公~基隆方面巡航
  - 7月3日- 歸國
  - 7月16日- 戰艦「三笠」乗員
  - 12月1日- 裝甲巡洋艦「春日」乗員
  - 12月15日- 任職海軍少尉
- 1911年（明治44年）1月18日- 巡洋戰艦「鞍馬」乗員 列席英國國王喬治五世加冕礼兼觀艦式 
  - 11月12日- 歸國
- 1912年（明治45年）4月24日- 海軍砲術學校普通科學生
  - 8月9日- 海軍水雷學校普通科學生
  - 12月1日- 晋升海軍中尉
- 1913年（大正2年）2月10日- 2等海防艦「高千穂」乗員
  - 9月26日- 巡洋戰艦「比叡」乗員
- 1914年（大正3年）7月19日- 任職第17驅逐舰隊
- 1915年（大正4年）12月13日- 晋升海軍大尉・戰艦「扶桑」分隊長
- 1916年（大正5年）12月1日- 海軍大學校乙種學生
- 1917年（大正6年）5月1日- 海軍航海學校高等科第17期學生
  - 11月27日- 修畢海軍航海學校高等科
  - 12月1日- 砲艦「淀」航海長
- 1918年（大正7年）12月1日- 在日本駐瑞士公使館擔任海軍駐在武官 進行德語學習
- 1920年（大正9年）7月1日- 凡爾賽條約實施委員 從事德軍武装解除確認
  - 9月1日- 在日本駐法國大使館（法语：Ambassade du Japon en France）任職海軍駐在武官補佐官 進行法語學習
- 1921年（大正10年）12月1日- 晋升海軍少佐・歸國
- 1922年（大正11年）3月1日- 輕巡洋艦「球磨」航海長
  - 12月1日- 海軍大學校甲種第22期學生
- 1924年（大正13年）11月26日- 海軍大學校甲種畢業 畢業成績順位21名中第3位
  - 12月1日- 海軍省軍務局第1課 英國担当課員
- 1925年（大正14年）12月1日- 晋升海軍中佐
- 1927年（昭和2年）10月1日- 出仕海軍軍令部
  - 11月1日- 在日本駐意大利大使館任職海軍駐在武官，兼艦政本部造船造兵監督官，兼航空本部造兵監督官
- 1929年（昭和4年）8月1日- 歸國
  - 11月30日- 晋升海軍大佐
- 1930年（昭和5年）1月10日- 海軍大學校戰略教官
- 1932年（昭和7年）10月1日- 出仕海軍省
  - 11月1日- 海軍省軍務局第1課長
- 1933年（昭和8年）9月20日- 任職横須賀鎮守府
  - 11月15日- 練習戰艦「比叡」艦長
- 1935年（昭和10年）8月1日- 任職横須賀鎮守府
  - 11月15日- 任 海軍少将・横須賀鎮守府參謀長
- 1936年（昭和11年）11月16日- 出仕軍令部兼出仕海軍省 進行兵科機關科将校統合問題研究
- 1937年（昭和12年）10月20日- 海軍省軍務局長兼将官會議議員
- 1939年（昭和14年）10月18日- 出仕軍令部
  - 10月23日- 支那方面艦隊參謀長兼第三艦隊參謀長
  - 11月15日- 晋升海軍中將・免除第3艦隊參謀長
- 1940年（昭和15年）4月29日- 受頒勲一等旭日大綬章
  - 9月25日- 發出電報進言『反對進駐中南半島北部』
  - 10月1日- 海軍航空本部長
- 1941年（昭和16年）1月22日- 提出海軍大臣及川古志郎之『新軍備計劃論』
  - 8月11日- 第四艦隊司令長官
- 1942年（昭和17年）10月26日- 海軍兵學校長
- 1944年（昭和19年）8月5日- 海軍次官
  - 8月29日- 開始終戰工作
  - 11月4日- 兼任艦政本部長
  - 11月18日- 免除艦政本部長
- 1945年（昭和20年）5月15日- 任職海軍大將・軍事參議官
  - 8月27日- 第五航空艦隊終戰事務査閲官
  - 10月10日- 待命
  - 10月15日- 編入預備役
- 1975年（昭和50年）12月15日- 神奈川縣横須賀市長井自宅裡逝世，享壽86歲

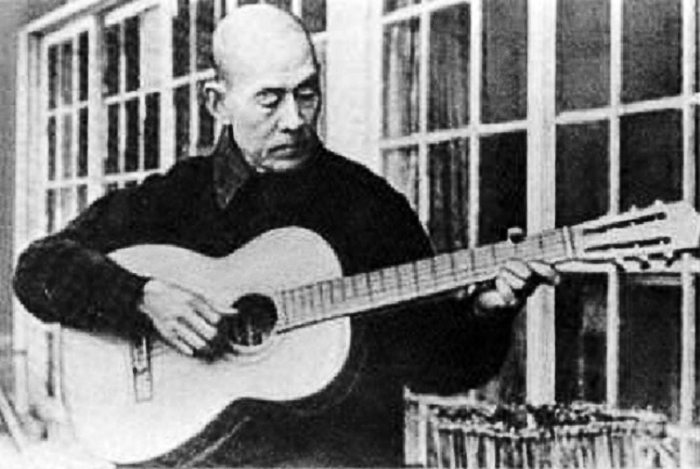
演奏吉他的井上

墓所位在東京都府中市多磨靈園。

## 主要著作
- 思い出の記　井上成美私稿

## 關連項目
- 大日本帝國海軍軍人列表